# Karol Sierakowski

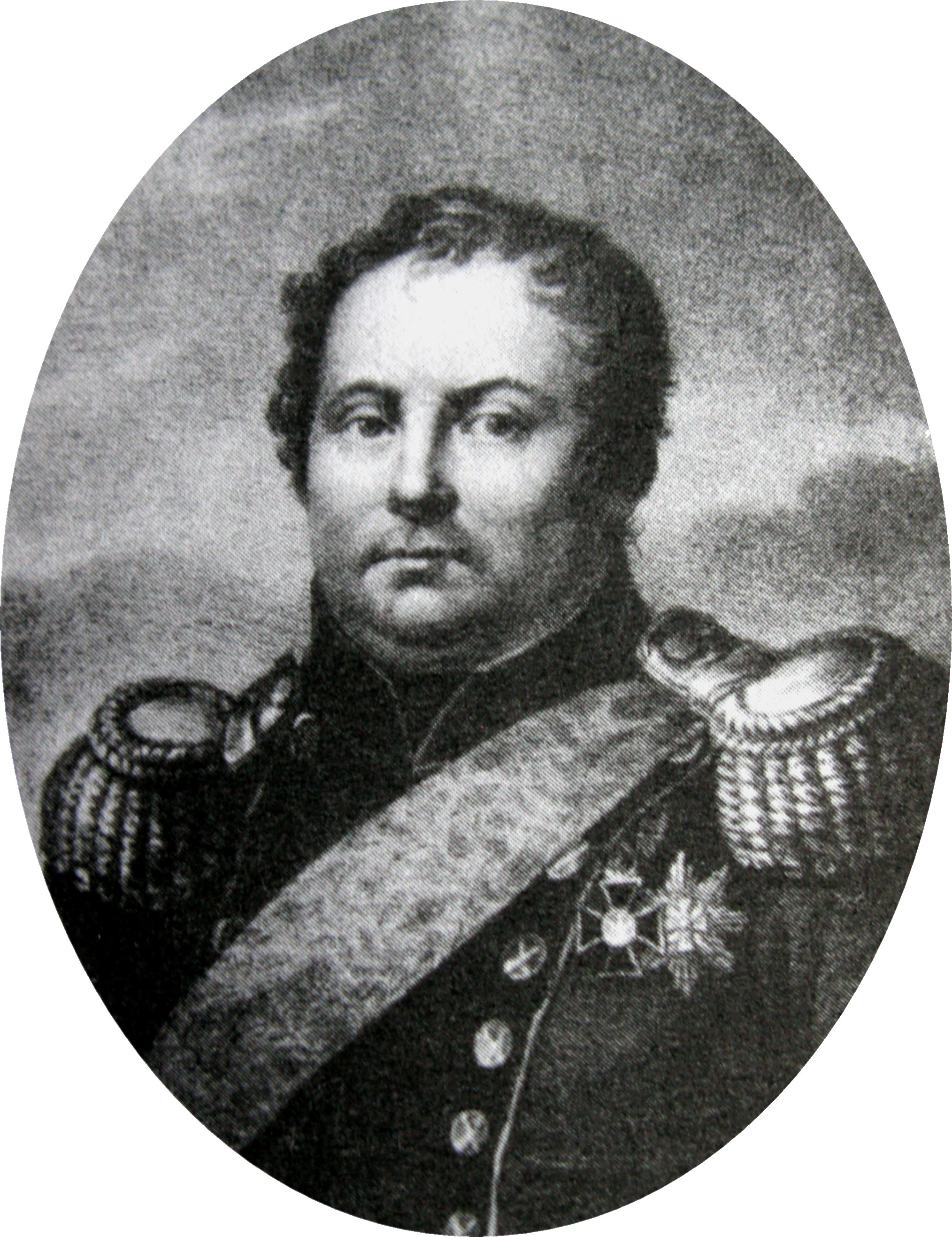
Sierakowski

Karol Józef Sierakowski (* 1752; † 5. Januar 1820) war ein polnischer General während des Kościuszko-Aufstandes. Der russische General Alexander W. Suworow schlug am 19. September 1794 bei Brest (Schlacht bei Terespol) die Aufständischen unter der Führung von Sierakowski.